# Erythrophyllopsis zanderi
Erythrophyllopsis zanderi là một loài rêu trong họ Pottiaceae. Loài này được M.J. Cano & J. A. Jiménez mô tả khoa học đầu tiên năm 2010.